# Lennox Lewis
Lennox Claudius Lewis (n. 2 septembrie 1965, Greater London, Anglia, Regatul Unit) boxer canadiano-britanic, el stă cu rezultate sale alături de Muhammad Ali, Evander Holyfield și Vitali Klitschko fiind unul dintre cei patru pugiliști, care au reușit să câștige de trei ori campionatul mondial de box la categoria grea.

## Rezultate în boxul profesionist
| Rez.       | Rezultat general | Adversar            | Tip | Runda, timp  | Data               | Locație                                                    | Note                                                                                        |
| ---------- | ---------------- | ------------------- | --- | ------------ | ------------------ | ---------------------------------------------------------- | ------------------------------------------------------------------------------------------- |
| Victorie   | 41–2–1           | Vitali Klitschko    | TKO | 6 (12), 3:00 | 21 martie 2003     | Staples Center, Los Angeles, California, US                | Retained WBC, IBO, The Ring, and lineal heavyweight titles                                  |
| Victorie   | 40–2–1           | Mike Tyson          | KO  | 8 (12), 2:25 | 8 iunie 2002       | The Pyramid, Memphis, Tennessee, US                        | Retained WBC, IBF, IBO, The Ring, and lineal heavyweight titles                             |
| Victorie   | 39–2–1           | Hasim Rahman        | KO  | 4 (12), 1:29 | 17 noiembrie 2001  | Mandalay Bay Events Center, Paradise, Nevada, US           | Won WBC, IBF, IBO, and lineal heavyweight titles                                            |
| Înfrângere | 38–2–1           | Hasim Rahman        | KO  | 5 (12), 2:32 | 22 aprilie 2001    | Carnival City, Brakpan, South Africa                       | Lost WBC, IBF, IBO, and lineal heavyweight titles                                           |
| Victorie   | 38–1–1           | David Tua           | UD  | 12           | 11 noiembrie 2000  | Mandalay Bay Events Center, Paradise, Nevada, US           | Retained WBC, IBF, IBO, and lineal heavyweight titles                                       |
| Victorie   | 37–1–1           | Francois Botha      | TKO | 2 (12), 2:39 | 15 iulie 2000      | London Arena, Londra, Anglia                               | Retained WBC, IBF, IBO, and lineal heavyweight titles                                       |
| Victorie   | 36–1–1           | Michael Grant       | KO  | 2 (12), 2:53 | 29 aprilie 2000    | Madison Square Garden, New York City, New York, US         | Retained WBC, IBF, IBO, and lineal heavyweight titles                                       |
| Victorie   | 35–1–1           | Evander Holyfield   | UD  | 12           | 13 noiembrie 1999  | Thomas & Mack Center, Paradise, Nevada, US                 | Retained WBC and lineal heavyweight titles; Won WBA, IBF, and vacant IBO heavyweight titles |
| Remiză     | 34–1–1           | Evander Holyfield   | SD  | 12           | 13 martie 1999     | Madison Square Garden, New York City, New York, US         | Retained WBC and lineal heavyweight titles; For WBA and IBF heavyweight titles              |
| Victorie   | 34–1             | Željko Mavrović     | UD  | 12           | 26 septembrie 1998 | Mohegan Sun Arena, Montville, Connecticut, US              | Retained WBC and lineal heavyweight titles                                                  |
| Victorie   | 33–1             | Shannon Briggs      | TKO | 5 (12), 1:45 | 28 martie 1998     | Boardwalk Hall, Atlantic City, New Jersey, US              | Retained WBC heavyweight title; Won lineal heavyweight title                                |
| Victorie   | 32–1             | Andrew Golota       | KO  | 1 (12), 1:35 | 04 octombrie 1997  | Boardwalk Hall, Atlantic City, New Jersey, US              | Retained WBC heavyweight title                                                              |
| Victorie   | 31–1             | Henry Akinwande     | DQ  | 5 (12), 2:34 | 12 iulie 1997      | Caesars Tahoe, Stateline, Nevada, US                       | Retained WBC heavyweight title; Akinwande disqualified for repeated holding                 |
| Victorie   | 30–1             | Oliver McCall       | TKO | 5 (12), 0:55 | 7 februarie 1997   | Las Vegas Hilton, Winchester, Nevada, US                   | Won vacant WBC heavyweight title                                                            |
| Victorie   | 29–1             | Ray Mercer          | MD  | 10           | 10 mai 1996        | Madison Square Garden, New York City, New York, US         |                                                                                             |
| Victorie   | 28–1             | Tommy Morrison      | TKO | 6 (12), 1:22 | 07 octombrie 1995  | Convention Hall, Atlantic City, New Jersey, US             | Won IBC heavyweight title                                                                   |
| Victorie   | 27–1             | Justin Fortune      | TKO | 4 (10), 1:48 | 2 iulie 1995       | Point Theatre, Dublin, Irlanda                             |                                                                                             |
| Victorie   | 26–1             | Lionel Butler       | TKO | 5 (12), 2:55 | 13 mai 1995        | ARCO Arena, Sacramento, California, US                     |                                                                                             |
| Înfrângere | 25–1             | Oliver McCall       | TKO | 2 (12), 0:31 | 24 septembrie 1994 | Wembley Arena, Londra, Anglia                              | Lost WBC heavyweight title                                                                  |
| Victorie   | 25–0             | Phil Jackson        | TKO | 8 (12), 1:35 | 6 mai 1994         | Convention Hall, Atlantic City, New Jersey, US             | Retained WBC heavyweight title                                                              |
| Victorie   | 24–0             | Frank Bruno         | TKO | 7 (12), 1:12 | 1 octombrie 1993   | Cardiff Arms Park, Cardiff, Țara Galilor                   | Retained WBC heavyweight title                                                              |
| Victorie   | 23–0             | Tony Tucker         | UD  | 12           | 8 mai 1993         | Thomas & Mack Center, Paradise, Nevada, US                 | Retained WBC heavyweight title                                                              |
| Victorie   | 22–0             | Donovan Ruddock     | TKO | 2 (12), 0:46 | 31 octombrie 1992  | Earls Court Exhibition Centre, Londra, Anglia              | Retained Commonwealth heavyweight title                                                     |
| Victorie   | 21–0             | Mike Dixon          | TKO | 4 (10), 1:02 | 11 august 1992     | Broadway by the Bay Theater, Atlantic City, New Jersey, US |                                                                                             |
| Victorie   | 20–0             | Derek Williams      | TKO | 3 (12), 2:30 | 30 aprilie 1992    | Royal Albert Hall, Londra, Anglia                          | Retained British and European heavyweight titles; Won Commonwealth heavyweight title        |
| Victorie   | 19–0             | Levi Billups        | UD  | 10           | 01 februarie 1992  | Caesars Palace, Paradise, Nevada, US                       |                                                                                             |
| Victorie   | 18–0             | Tyrell Biggs        | TKO | 3 (10), 2:47 | 23 noiembrie 1991  | Omni Coliseum, Atlanta, Georgia, US                        |                                                                                             |
| Victorie   | 17–0             | Glenn McCrory       | KO  | 2 (12), 1:30 | 30 septembrie 1991 | Royal Albert Hall, Londra, Anglia                          | Retained British and European heavyweight titles                                            |
| Victorie   | 16–0             | Mike Weaver         | KO  | 6 (10), 1:05 | 12 iulie 1991      | Caesars Tahoe, Stateline, Nevada, US                       |                                                                                             |
| Victorie   | 15–0             | Gary Mason          | TKO | 7 (12), 0:44 | 6 martie 1991      | Wembley Arena, Londra, Anglia                              | Retained European heavyweight title; Won British heavyweight title                          |
| Victorie   | 14–0             | Jean-Maurice Chanet | TKO | 6 (12), 0:16 | 31 octombrie 1990  | Crystal Palace National Sports Centre, Londra, Anglia      | Won European heavyweight title                                                              |
| Victorie   | 13–0             | Mike Acey           | KO  | 2 (10), 0:34 | 11 iulie 1990      | Superstars Nite Club, Kitchener, Ontario, Canada           |                                                                                             |
| Victorie   | 12–0             | Ossie Ocasio        | UD  | 8            | 27 iunie 1990      | Royal Albert Hall, Londra, Anglia                          |                                                                                             |
| Victorie   | 11–0             | Dan Murphy          | TKO | 6 (8), 2:11  | 20 mai 1990        | Town Hall, Sheffield, Anglia                               |                                                                                             |
| Victorie   | 10–0             | Jorgé Dascola       | KO  | 1 (8), 2:59  | 09 mai 1990        | Royal Albert Hall, Londra, Anglia                          |                                                                                             |
| Victorie   | 9–0              | Michael Simuwelu    | TKO | 1 (8), 0:58  | 14 aprilie 1990    | Royal Albert Hall, Londra, Anglia                          |                                                                                             |
| Victorie   | 8–0              | Calvin Jones        | KO  | 1 (8), 2:34  | 22 martie 1990     | Leisure Centre, Gateshead, Anglia                          |                                                                                             |
| Victorie   | 7–0              | Noel Quarless       | TKO | 2 (6), 1:25  | 31 ianuarie 1990   | York Hall, Londra, Anglia                                  |                                                                                             |
| Victorie   | 6–0              | Greg Gorrell        | TKO | 5 (8), 0:51  | 18 decembrie 1989  | Memorial Auditorium, Kitchener, Ontario, Canada            |                                                                                             |
| Victorie   | 5–0              | Melvin Epps         | DQ  | 2 (6), 0:30  | 5 noiembrie 1989   | Royal Albert Hall, Londra, Anglia                          | Epps disqualified for rabbit punching                                                       |
| Victorie   | 4–0              | Steve Garber        | KO  | 1 (6)        | 10 octombrie 1989  | City Hall, Hull, Anglia                                    |                                                                                             |
| Victorie   | 3–0              | Andrew Gerrard      | TKO | 4 (6), 0:33  | 25 septembrie 1989 | Crystal Palace National Sports Centre, Londra, Anglia      |                                                                                             |
| Victorie   | 2–0              | Bruce Johnson       | TKO | 2 (6)        | 21 iulie 1989      | Convention Hall, Atlantic City, New Jersey, US             |                                                                                             |
| Victorie   | 1–0              | Al Malcolm          | KO  | 2 (6), 0:19  | 27 iunie 1989      | Royal Albert Hall, Londra, Anglia                          | Professional debut                                                                          |